# Svenska Sockerfabriks AB

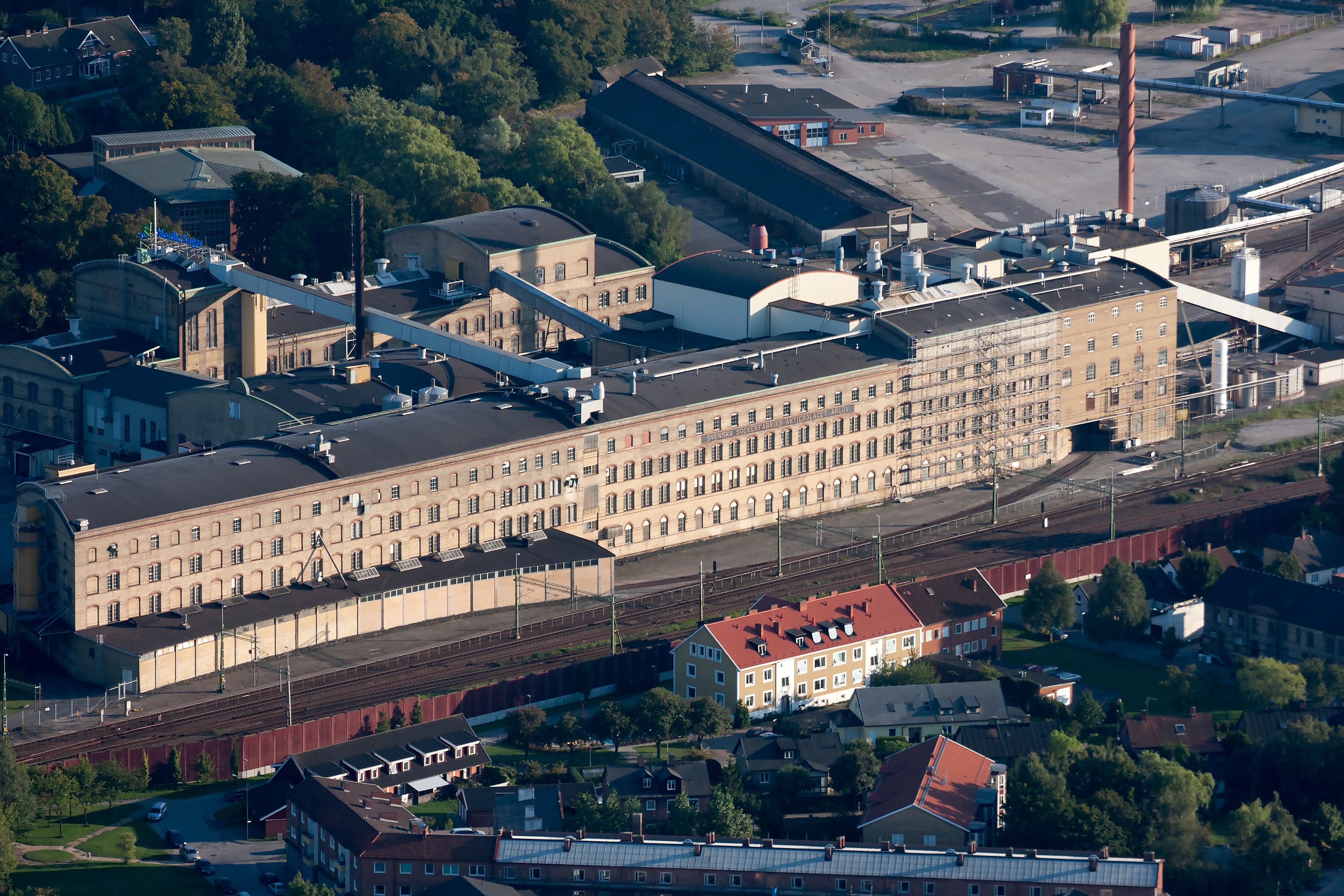
Arlövs sockerbruk vid järnvägen i norra Malmö.

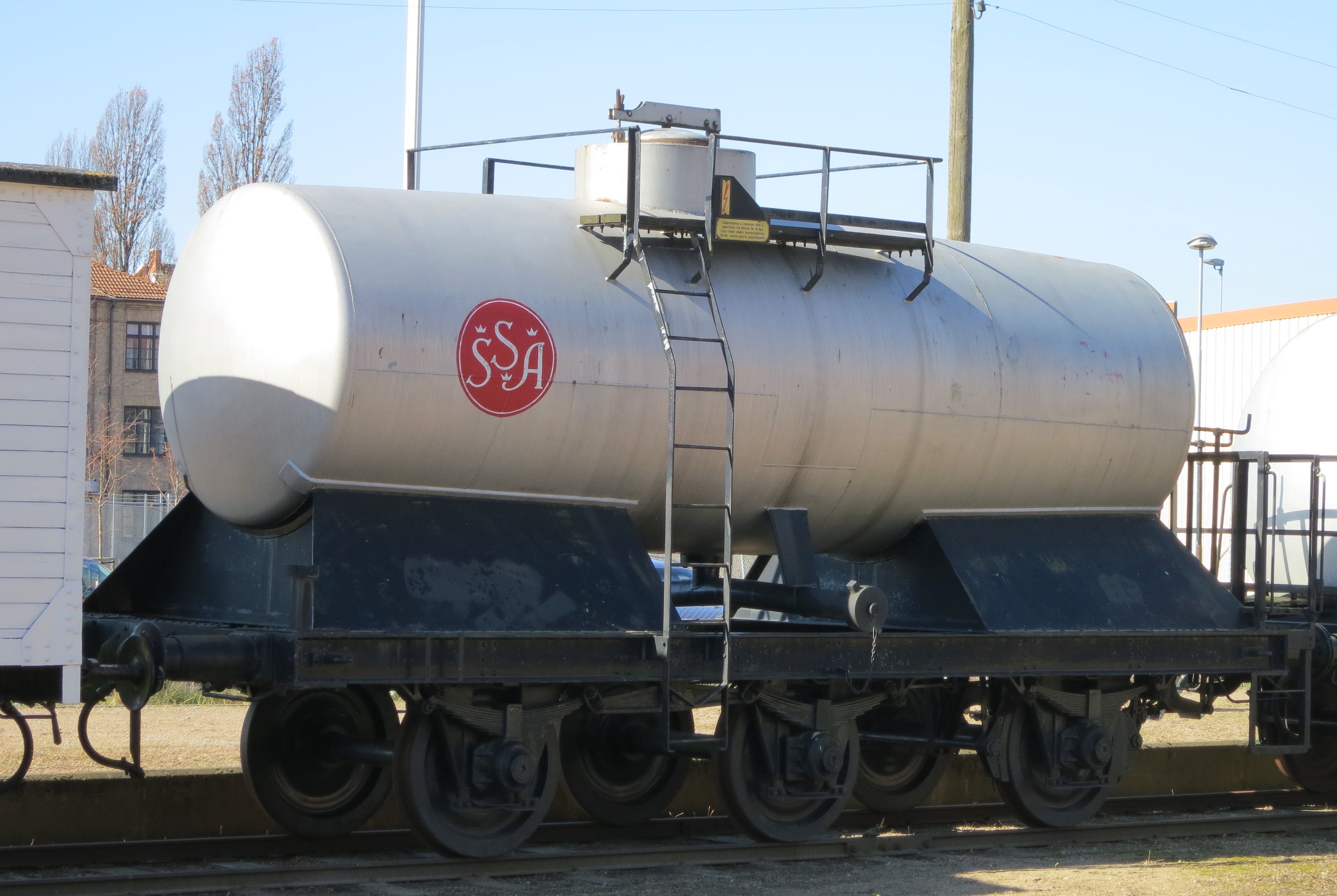
Gammal järnvägsvagn från SSA

Svenska Sockerfabriks AB (SSA, Sockerbolaget) var ett svenskt livsmedelsföretag.
Bolaget grundades 1907 genom att 21 svenska råsockerbruk och 10 raffinaderier slogs samman. År 1936 slogs företaget samman med Mellersta Sveriges sockerfabriksaktiebolag, och fick sockermonopol som eliminerade konkurrens inom svensk produktion och försäljning av socker. Industrimannen Gustaf Ekman satt med i styrelsen från första början. Bolaget hade sitt säte i Malmö. År 1968 ombildades bolaget till AB Cardo med dotterbolaget Sockerbolaget AB. 1993 såldes Sockerbolaget av Cardo till den danska sockerproducenten Danisco.
Före DuPonts övertagande av Danisco år 2011, styckade man år 2009 av sockerverksamheten (Danisco Sugar) och sålde det till tyska Nordzucker. Före detta Danisco Sugar heter nu Nordic Sugar, men man fortsätter att använda varumärket Dansukker.

## Förhistoria
Sveriges första betsockerbruk anlades i Malmö 1837 av N. A. Barck. Det Skånska Sockerfabriksaktiebolaget grundades 1853 och år 1854 startades en ny betsockerfabrik i Landskrona under ledning av Justus Tranchell, svensk betsockersindustris grundare.

## Verkställande direktörer
- 1948–1967 - Sven Hammarskiöld
- 1967–1974 - Ernst Herslow [2][3]
- 1974–1976 - Bengt Dieden
- 1977–1981 - Hans-Erik Leufstedt
- 1981–1988 - Svante Wramstedt [4][5]
- 1988–1992 - Bertil Jarblom [6]
- 1993–???? - Bernt Gustafsson [7]